# Алиева, Зибар Сулейман кызы
Зибар Сулейман кызы Алиева (азерб. Zibər Süleyman qızı Əliyeva; род. 1961, Агдамский район) — советский азербайджанский хлопкороб. Депутат Верховного Совета СССР 11-го созыва (1984—1989).

## Биография
Родилась в 1961 году в селе Имамкулубейли Агдамского района Азербайджанской ССР.
Окончив 8 классов средней школы в 1976 году, начала трудовую деятельность хлопкоробом в бригаде № 15 колхоза имени 26 Бакинских комиссаров Агдамского района республики.
Достигла высоких результатов при выполнении плана по производству сельскохозяйственной продукции одиннадцатой пятилетки (1981—1985). В 1981 году победила в социалистическом соревновании по сбору хлопка, впоследствии побеждала в соревновании в 1982 и 1983 годах. В 1983 году бригада, в которой работала Алиева, выполнила годовые плановые задания на 124 процента, сдав государству более 283 тонн хлопка вместо 245 нормативных тонн, из них 8 тонн 400 кг хлопка были собраны вручную Зибар Алиевой.
Активно участвовала в общественно-политической жизни республики и Советского Союза, состояла в ВЛКСМ, была выдвинута делегатом на XXXII съезд комсомола республики, избиралась депутатом Агдамского районного совета. В 1984 году избрана депутатом Совета Национальностей Верховного Совета СССР 11-го созыва от Агдамского избирательного округа № 202, была членом Совета Национальностей.
Проживает в родном селе Имамкулубейли Агдамского района Азербайджана.